# Green Vardiman Black
Green Vardiman Black, född 1836 och död 1915, var en nordamerikansk tandläkare.
Black var professor i patologi vid olika amerikanska tandläkarinstitut 1870–1890. Han blev senare professor i operativ tandläkarkonst med mera vid Northwestern University Dental School i Chicago, och senare föreståndare för detta institut. Genom ett omfattande och produktivt arbete med betydande resultat har Black verkat omgestaltande på hela tandläkarvetenskapen och starkt tryckt sin prägel på dess utveckling. Han var begåvad med en praktisk blick och inskränkte sig inte bara till studiet av de grundläggande teoretiska frågorna, utan omsatt i praktiken sina forskningsresultat, då det gällde tandläkarterapin och tandfyllningskonsten. Mest berömd och känd har Black blivit för det system av tandfyllningskonsten som han framtagit på vetenskaplig grund. Black utgav ett stort antal läroböcker och uppsatser i olika odontologiska ämnen. Särskilt märks A work on poerative dentistry (2 band, 1908) och A work on special dental pathology (1915).